# Pepi II.
Egipatski faraon VI. dinastije. Vladao od 2278. – 2184. pr. Kr. Rođen je kao Pepi, ili Pepy. Vladarsko ime Neferkare značilo bi "lijepa je duša Raova".
Pepi II bio je sin faraona Merenrea i kraljice Ankhesmmerire II., koja je bila glavna supruga Pepija I, a poslije njegove smrti i njegova sina a svog pastorka Merenrea. Poslije Merenreove smrti, kada je Pepi II. imao, po jednima 6, a po drugima 9 godina, Ankhesmmerire II. je sama bila namjesnica kraljevstva.
Njegovo, uglavnom znanstveno potvrđeno, vladanje Egiptom, od 94 godine, najdulja je vladavina bilo kojeg vladara u pisanoj svjetskoj povijesti. Vladavina Pepija II. označila je gubitak moći faraona u korist nomarha i slabljenje Starog kraljevstva koje se urušilo nekoliko desetljeća poslije smrti Pepija II.